# Luederwaldtia
Luederwaldtia is een geslacht van halfvleugeligen uit de familie schuimcicaden (Cercopidae). De wetenschappelijke naam van dit geslacht is voor het eerst geldig gepubliceerd in 1922 door Schmidt.

## Soorten
Het geslacht Luederwaldtia  is monotypisch en omvat slechts de volgende soort:
- Luederwaldtia rubripennis Schmidt, 1922